# Theodor List
Theodor List (* 14. April 1812 in Lauterbach; † 29. März 1887 ebenda) war ein hessischer Fabrikant und Politiker (Nationalliberale Partei) und Abgeordneter der 2. Kammer der Landstände des Großherzogtums Hessen.

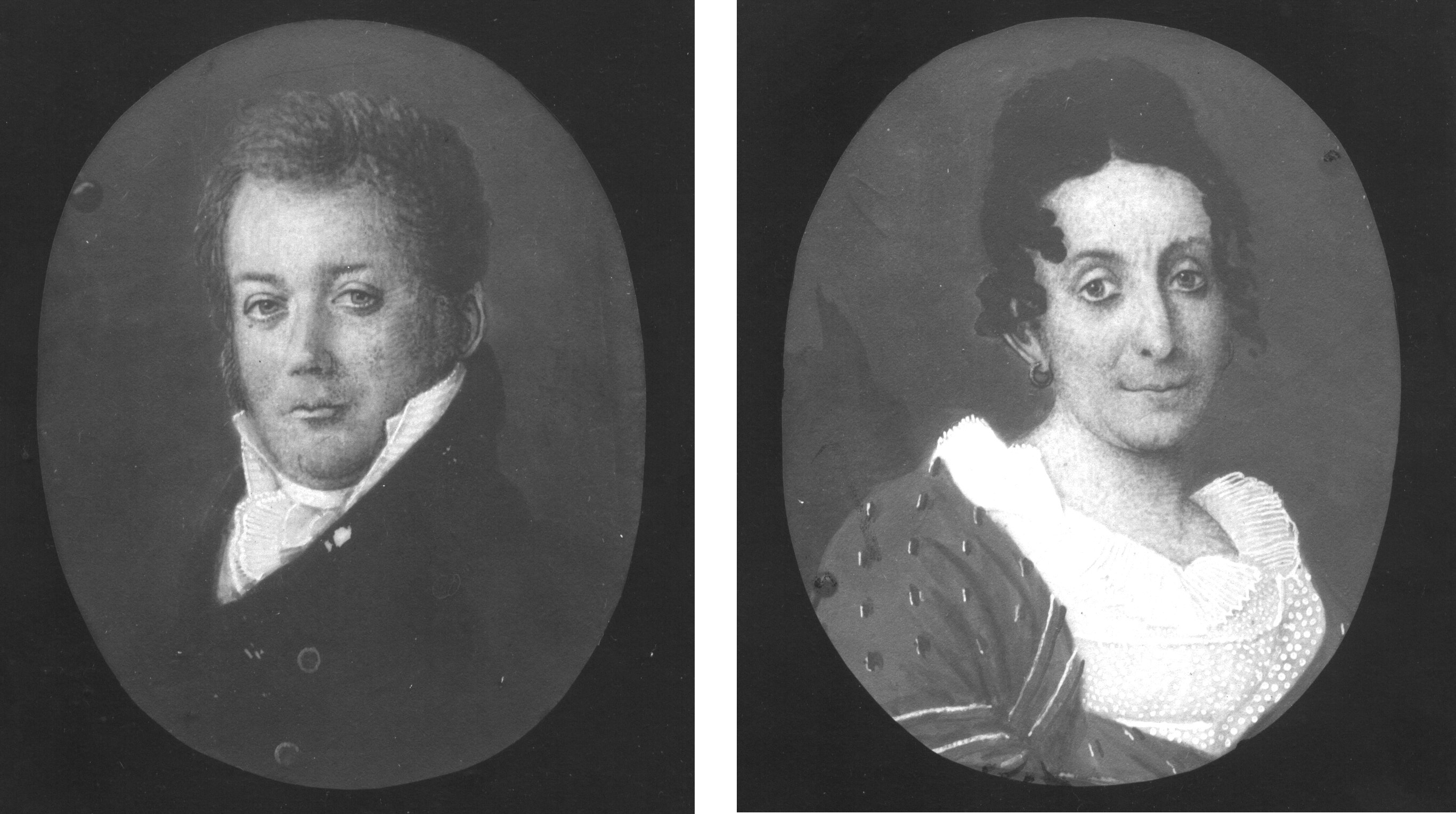
Johann Conrad List und Elisabeth List, geb. Diehm

## Leben
Theodor List war der Sohn des Kaufmanns Johann Conrad List (1774–1845) und dessen Ehefrau Elisabeth, geborene Diehm (1780–1843). List, der evangelischen Glaubens war, war Fabrikant in Lauterbach und heiratete dort am 31. Oktober 1839 Anna Barbara, geborene Krömmelbein.
Von 1872 bis 1887 gehörte er der Zweiten Kammer der Landstände an. Er wurde für den Wahlbezirk Oberhessen 9/Lauterbach gewählt. 1871 bis 1887 war er auch Bürgermeister von Lauterbach.